# Autorité intercantonale de surveillance des jeux d'argent
 (janvier 2019).
L’Autorité intercantonale de surveillance des jeux d'argent (Gespa ; Interkantonale Geldspielaufsicht en allemand, Autorità intercantonale di vigilanza sui giochi in denaro en italien, et Swiss Gambling Supervisory Authority en anglais) est l’autorité d’autorisation  et de  surveillance pour tous les jeux de grande envergure, c'est-à-dire des loteries, paris sportifs et jeux d'adresse exploités de manière automatisée, au niveau intercantonal ou en ligne. La Gespa a son siège à Berne.

## Histoire
La Gespa (jusqu'au 31 décembre 2020, "Comlot") a commencé son activité d’homologation et de surveillance le 1er juillet 2006.
Le Concordat sur les jeux d’argent (CJA) est entré en vigueur le 1er janvier 2021. À cette date, il a remplacé la Convention intercantonale sur la surveillance, l’autorisation et la répartition du bénéfice de loteries et paris exploités sur le plan intercantonal ou sur l’ensemble de la Suisse (CILP). Toutes les procédures en cours devant la Commission des loteries et paris, ainsi que tous les autres droits et obligations de la Comlot sont passés à la Gespa,.

## Organisation

### Conseil de surveillance
Le conseil de surveillance est l’organe suprême de la Gespa. Il se compose, avec son président Jean-Michel Cina, de cinq membres, dont deux sont issus de Suisse romande, deux de Suisse alémanique et un membre de Suisse italienne.
Le président et les membres du conseil de surveillance sont élus par la Conférence spécialisée des membres de gouvernements concernés par les jeux d’argent (CSJA), sur proposition des cantons,.
Jean-Michel Cina a accédé à la présidence de la Gespa le 1er janvier 2022. Il succède à Jean-François Roth, qui était en poste depuis la création de la Gespa (anciennement Comlot) en 2006.

### Secrétariat
Le conseil de surveillance est assisté par un secrétariat permanent, lequel effectue les activités opérationnelles de la Gespa. Le secrétariat est placé sous la conduite du directeur, Manuel Richard, et est formé de 16 personnes (état janvier 2021).

## Tâches

### Surveillance du marché des jeux de grande envergure autorisés
Se fondant sur les bases légales, la Gespa a pour mission de faire en sorte que, dans le cadre de l’autorisation et l’exploitation des jeux de grande envergure, les risques inhérents aux jeux d’argent (fraude, blanchiment d’argent et dépendance au jeu) soient dûment pris en considération. Elle veille en particulier à la protection de la jeunesse et des joueurs contre la dépendance aux jeux d’argent. Avant de délivrer une autorisation, la Gespa examine le potentiel de dangerosité (addiction) des produits à l’aide d’un instrument de mesure validé au niveau mondial. Sur la base de cette évaluation, elle décide de mesures de protection spécifiques.

### Lutte contre les activités illégales
En cas d’infraction présumée, la Gespa mène de manière autonome des procédures administratives dans son domaine de compétence et soutient les autorités de poursuite pénale en matière de lutte pénale contre le marché illégal. En collaboration avec la CFMJ et les fournisseurs suisses d’accès Internet, la Gespa s’attache en outre à bloquer ou du moins à entraver par des moyens techniques l’accès des exploitants de jeux illégaux d’argent en ligne au marché suisse. Son but est d’empêcher qu’un exploitant ne puisse librement opérer sur le marché suisse et échapper à une surveillance efficace en choisissant un emplacement offshore,.
Dans le domaine de la lutte contre la manipulation de compétitions sportives, la loi sur les jeux d’argent confie à la Gespa différentes tâches centrales,,.

### Centre de compétence pour les jeux d’argent
La Gespa est le centre de compétence des cantons pour toutes les questions relevant des jeux d’argent.

## Objectifs
La Gespa surveille le respect de la loi fédérale et de l’ordonnance sur les jeux d'argent ainsi que du Concordat sur les jeux d’argent. Elle veille à ce que la population puisse jouer en Suisse à des jeux de loterie, des paris sportifs et des jeux d'adresse de manière sûre et socialement responsable.
Le législateur et les autorités de régulation cherchent en priorité à prévenir les problèmes inhérents aux jeux d’argent (en particulier la dépendance au jeu) et la criminalité liée à ceux-ci (entre autres la manipulation des compétitions sportives et le blanchiment d’argent). En même temps, le législateur et les autorités de régulation visent à garantir l’affectation à l’État d’une grande partie des recettes générées par les jeux d’argent.